# Grotte de la Hoz
La grotte de la Hoz (grotte de la Faucille, en français) est une grotte ornée et un site archéologique du Paléolithique supérieur situé dans la commune d'Anguita, dans la province de Guadalajara, en Castille-La Manche, en Espagne,. Elle a livré des gravures et peintures pariétales et des vestiges archéologiques, mais pas de fossiles animaux ni humains. Elle a été classée Bien d'intérêt culturel en 1935 (cote RI-51-0001090).

## Situation
La grotte de la Hoz est située dans le parc naturel du Haut-Tage, sur les rives de la rivière Linares, à 1 140 m d'altitude. À environ 14 km en aval, dans la vallée des Miracles, se trouve la grotte de Los Casares, plus grande et avec une plus grande densité d'art pariétal.
La grotte de la Hoz est située dans la zone connue sous le nom de Barranco de la Hoz (gorges de la Faucille). La rivière Linares s'écoule dans une gorge creusée entre les parois calcaires des montagnes environnantes. L'entrée de la grotte se trouve à mi-hauteur de la paroi gauche de la gorge, dans ce qui pourrait être un synclinal.

## Historique
La grotte a été découverte en 1933 par Juan Cabré Aguilo, qui a publié son étude en 1934. Dès 1935, elle a été classée monument protégé et Hugo Obermaier l'a présentée à l'Académie royale d'histoire. Aucune autre fouille n'a été réalisée dans la grotte jusqu'en 1959. De 1966 à 1968, Antonio Beltrán Martínez (es) l'a fouillée en même temps que la grotte de Los Casares, et en a publié une monographie en 1973. Ce n'est qu'en 1991 et les années suivantes que des fouilles ont été à nouveau réalisées, et une datation stratigraphique entreprise.

## Description

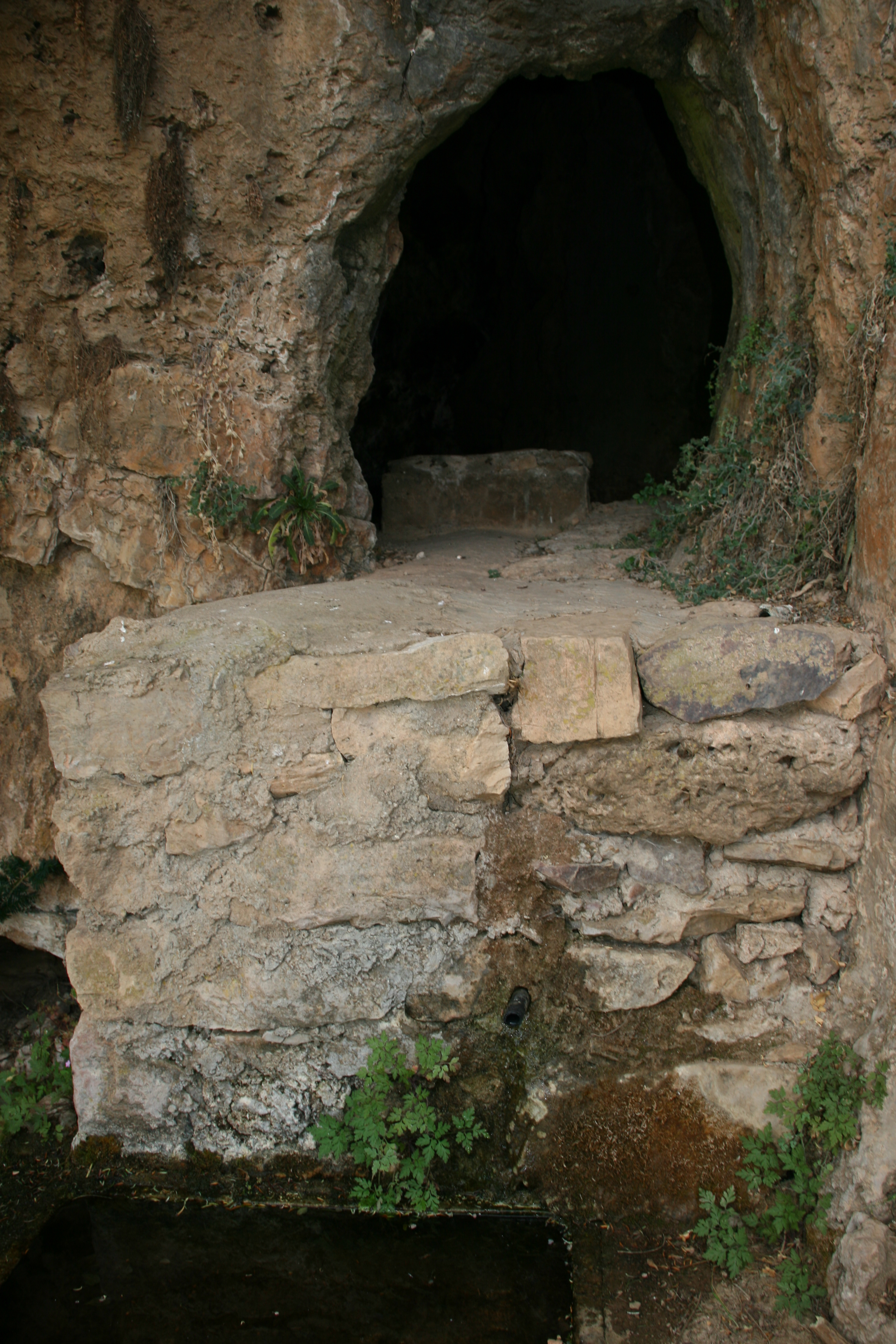
L'entrée de la grotte inondée en 2012

La grotte est protégée par une porte métallique et les visiteurs ne sont pas autorisés à y accéder, afin de protéger les gravures et peintures préhistoriques.
Il s'agit d'une grotte karstique active. Plusieurs gours actifs s'ajoutent aux spéléothèmes et autres concrétions calcaires (stalactites, stalagmites, plancher stalagmitique, etc.).
La grotte possède au moins deux entrées communicantes, formant un Y avec la galerie principale, qui est un couloir étroit. Le développement total est d'environ 156 m. La grotte comportait initialement deux étages, mais la galerie supérieure s'est effondrée sur celle du bas. La seconde moitié de la grotte est occupée par un lac, qui fait partie de la rivière souterraine qui traverse toute la grotte et jaillit dans l'entrée principale sous la forme d'une source.
La structure de la grotte, les glissements de terrain, le lac, etc. rendent la visite difficile ; c'est pourquoi elle n'a jamais été ouverte au public.

## Art mobilier
En 1994, les fouilles de Balbín Behrmann, Alcolea González et Cruz Naimí ont livré quatre plaques gravées, mais hors contexte archéologique, ce qui n'a pas permis de les dater. La datation a été estimée en se basant sur le style des gravures. Les figures trouvées sont des chevaux, complets ou partiels, une biche, une vache, un bovin et un œil ovale. Une autre plaque a été trouvée lors d'une fouille de l'entrée, cette fois avec des équidés gravés des deux côtés.

## Art pariétal
Les figures pariétales de la grotte sont constituées de gravures, de peintures et d'œuvres sur des parois en argile appelées macaronis. On peut notamment signaler la figure d'un cheval gravé avec des lignes profondes.
Les meilleures gravures figuratives se trouvent dans la galerie supérieure effondrée, à environ 80 m de l'entrée et avant d'atteindre le lac. Dans la galerie inférieure, et à la hauteur du lac, on trouve des signes abstraits tracés en gravures douces et fines ou en peinture rouge. Les dessins figuratifs sont partiels ou complets et couvrent une partie de la faune préhistorique locale : équidés, cervidés, bovinés et caprinés.
Les peintures, gravures et plaquettes n'ont aucun contexte archéologique et ne peuvent donc pas être datées précisément. La seule façon de le faire est de comparer les styles trouvés avec ceux d'autres grottes qui ont un contexte archéologique. Dans la galerie supérieure, la gravure du cheval, par comparaison stylistique avec d'autres de la péninsule Ibérique et avec certaines gravures de l'art mobilier, se situerait au Solutréen récent ou au Magdalénien ancien.